# 蒺藜黄连煎汤
蒺藜黄连煎汤，出自《圣惠方》。簡稱蒺藜黄连汤或蒺藜苗黄连湯。

## 组成
蒺藜苗二握，黄连二两。

## 用法
备水二升，煎药一升，少少灌鼻中取嚏，不过再灌。